# Maria Rave-Schwank

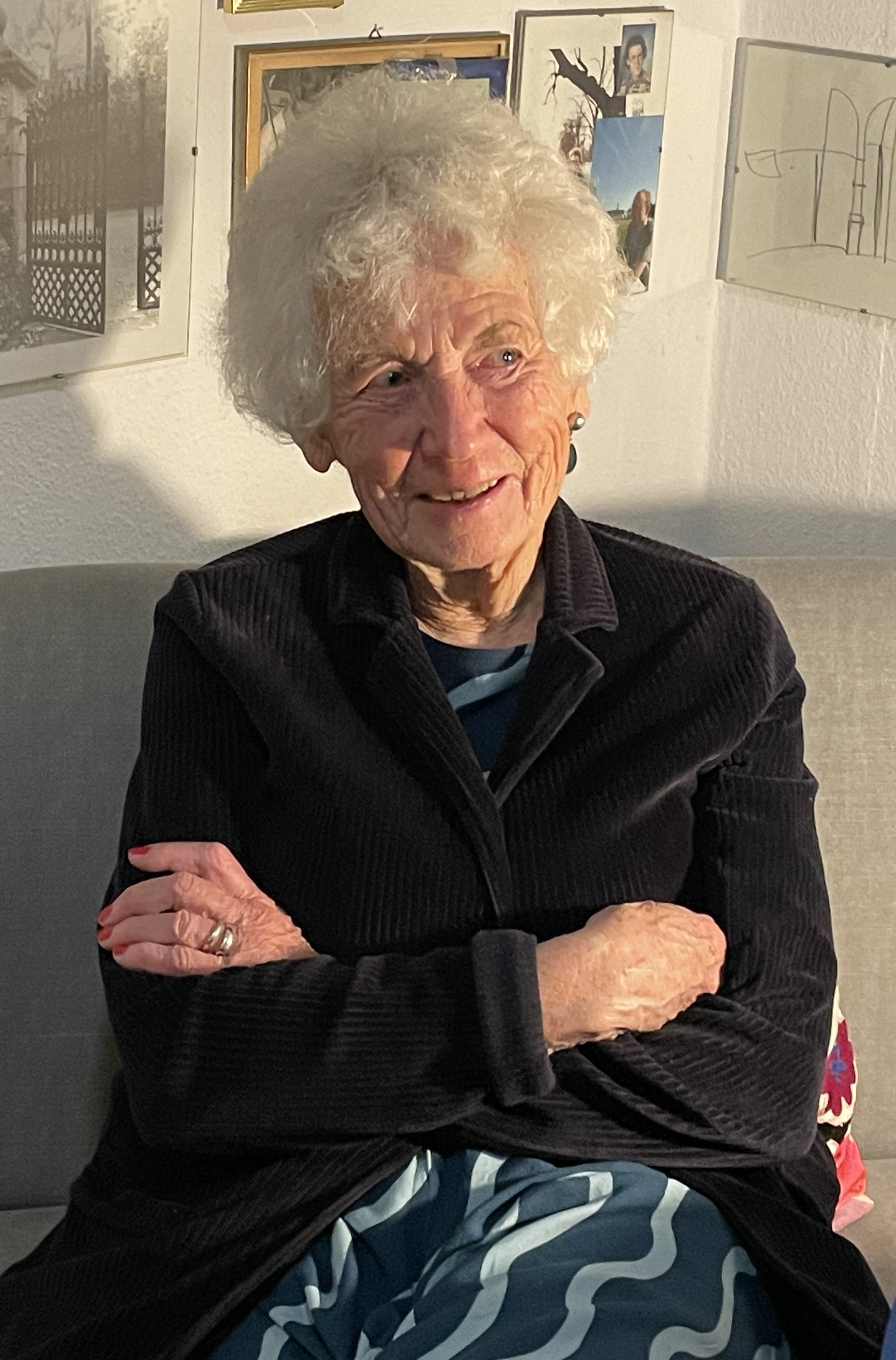
Maria Rave-Schwank, Dezember 2022, Karlsruhe (Foto: Georg Felsberg)

 Maria Rave-Schwank  (* 1935 in Karlsruhe) ist eine deutsche Psychiaterin und Psychotherapeutin.

## Leben und Wirken
Maria Rave-Schwank studierte Medizin an den Universitätskliniken Heidelberg, Berlin und München, wo sie promovierte. Ihre Weiterbildung als Fachärztin für Psychiatrie und Psychotherapie fand an der Psychiatrischen und Sozialpsychiatrischen Universitätsklinik Heidelberg (Direktor Walter von Baeyer und Heinz Häfner) statt. Dort leitete sie ab 1967 die Tagesklinik und entwickelte die Weiterbildung zur Fachpflege Psychiatrie.
Sie war seit 1970 Mitglied der Psychiatrie-Enquete (Arbeitsgruppe: Ausbildung und Personal) und dort zunächst die einzige Vertreterin der Pflegegruppe. Ihr gemeinsam mit Christa Winter-von Lersner verfasstes Lehrbuch Psychiatrische Krankenpflege erschien zwischen 1974 und 1997 in insgesamt sieben Auflagen. Daneben wirkte sie als Kustodin der Sammlung Prinzhorn für bildnerische Kunst aus psychiatrischen Anstalten. Gleichzeitig vertrat sie in der Deutschen Gesellschaft für Soziale Psychiatrie (DGSP) die Interessen der Frauen, der nicht-akademischen und nicht-universitären Berufsgruppen und vor allem der chronisch Kranken.
1974 wechselte Maria Rave-Schwank nach Köln und baute unter C. Kuhlenkampff die Weiterbildung examinierter Pflegekräfte beim Landschaftsverband Rheinland (LVR) auf. Die Enquete forderte von jedem Bundesland mindestens eine solche Weiterbildungsstätte. Ziel war, psychiatrische Pflegepersonen so auszubilden, dass sie auf den Stationen ein therapeutisches Milieu gestalten und die Patienten kompetent begleiten konnten.
1979 wurde sie zur ärztlichen Direktorin des Philippshospitals Riedstadt, heute Vitos Kliniken, gewählt. Sie war zu dieser Zeit die einzige Frau, die eine psychiatrische Klinik in Deutschland leitete. Sie realisierte dort zusammen mit den anderen Berufsgruppen, insbesondere der Pflegegruppe, die Forderungen der Enquete: Öffnung der Klinik für Angehörige, Ehrenamtliche und die Öffentlichkeit, Ambulantisierung, Verkleinerung des LKHs, bezahlte Arbeitstherapie für Patienten, Privatsphäre für die Patienten, Zusammenarbeit mit den Angehörigen. Die Erinnerung an die von den Nationalsozialisten ermordeten Patienten und die Errichtung eines Denkmals am 1. September 1989 für diese Menschen im Philippshospital Riedstadt waren ihr ebenso ein zentrales Anliegen wie Fortbildungen mit nationalen und internationalen Kontakten.
1990 wechselte sie als ärztliche Direktorin an die Psychiatrische Klinik des Städtischen Klinikums Karlsruhe. Sie widmete sich der Versorgung der chronisch kranken Patienten in kleinen wohnortnahen Wohneinheiten, teilstationären und ambulanten Diensten.
Nach ihrer Berentung arbeitete Rave-Schwank mit der regionalen DGSP-Gruppe daran, den namenlosen, ermordeten Patienten aus Karlsruhe Namen, Würde und einen Platz in der Gemeinde wiederzugeben. Aus der Zusammenarbeit mit dem Stadtarchiv Karlsruhe entstand 2020 ein Gedenkbuch zu den Opfern der Euthanasie im Nationalsozialismus in Karlsruhe. Am 8. Oktober 2022 wurden 9 Stelen mit mehr als 400 Namen von ermordeten Karlsruher Patienten auf dem Hauptfriedhof Karlsruhe aufgestellt und im Rahmen einer Gedenkfeier enthüllt – gegen die Macht des Vergessens.
Im Januar 2023 erhielt Maria-Rave-Schwank für ihr langjähriges Engagement das vom Bundespräsidenten verliehene Bundesverdienstkreuz 1. Klasse, das ihr der Karlsruher Oberbürgermeister Frank Mentrup überreichte.

## Veröffentlichungen (Auswahl)
- (mit Christa Winter-von Lersner): Psychiatrische Krankenpflege. Eine praktische Einführung für Schwestern und Pfleger . G. Fischer, Stuttgart 1974. ISBN 978-3-437-00150-5 (5., neu bearb. u. erw. Aufl. 1990, ISBN 978-3-437-00468-1; unter dem Titel Psychiatrische Pflege in 7., überarbeiteter Auflage 1997, ISBN 978-3-437-25318-8)
- (Hrsg.): Gesundheit und Erziehung in interkulturellen Gruppen. Beispiele aus der Praxis. Mabuse-Verlag, Frankfurt a. M. 2014, ISBN 978-3-86321-213-1
- (Hrsg.) Gegen die Macht des Vergessens. Gedenkbuch für die Karlsruher Euthanasie-Opfer der Aktion T4 . INFO-Verlag, Karlsruhe 2020, ISBN 978-3-96308-049-4
- Aufbruch in die Psychiatrie. Erinnerungen 1960–2020 . Psychiatrie-Verlag, Köln 2022, ISBN  978-3-96605-197-2
- Probleme der Arbeitstherapie in der Psychiatrie, 1972, Nervenarzt 43, S. 565–570
- (mit Steden P.): (1977) Die Weiterbildung zur Fachschwester und zum Fachpfleger für Psychiatrie im Landschaftsverband Rheinland. Das Modell und seine Auswirkungen, 1977, Psychiatrische Praxis 4 (2), S. 86–93
- Was ich von den Angehörigen gelernt habe. Zur Überwindung der Kluft zwischen Angehörigen und Professionellen, 2002, Psychiat. Prax. 29(3), S. 116–118
- Geheimhalten und Offenbaren – Umgang mit dem Makel Seelischer Krankheit, 2006, Psychiatrische Praxis 33(5), S. 245–247
- Die Entdeckung  der Künstlerpatienten, 2022, Psychosoziale Umschau, S. 6–7